# 4535 Adamcarolla
4535 Adamcarolla је астероид главног астероидног појаса са средњом удаљеношћу од Сунца која износи 2,792 астрономских јединица (АЈ).
Апсолутна магнитуда астероида је 12,4.